# Conophytum breve
Conophytum breve är en isörtsväxtart som beskrevs av Nicholas Edward Brown. Conophytum breve ingår i släktet Conophytum, och familjen isörtsväxter. Inga underarter finns listade i Catalogue of Life.